# كينسيدين
كينسيدين (بالإنجليزية: Kenseiden)‏ (باليابانية: 剣聖伝) ، هي لعبة فيديو من نوع منصات وجانب التمريري، أنتجت عام 1988 ونشرها شركة سيجا، وتعمل لنظام سيجا ماستر سيستم الحصرية.